# Francesco de' Pazzi
Francesco de 'Pazzi (28 de janeiro de 1444 - 26 de abril de 1478) foi um banqueiro italiano e um dos instigadores da conspiração Pazzi. Ele, Jacopo de 'Pazzi e Renato de' Pazzi foram executados depois que a trama fracassou.
No domingo, 26 de abril de 1478, em um incidente conhecido como a conspiração Pazzi, um grupo liderado por Girolamo Riario, Francesco de 'Pazzi e Francesco Salviati atacou Lorenzo de' Medici e seu irmão, o co-governante Giuliano, no Duomo de Florença, Santa Maria del Fiore, na tentativa de tomar o controle do governo florentino. Giuliano de 'Medici foi assassinado por Francesco de' Pazzi e Bernardo Baroncelli. Ele foi morto por um ferimento de espada na cabeça e foi esfaqueado 19 vezes.

## Na cultura popular
Francesco de 'Pazzi foi cantado pelo baixo Ludovico Contini na primeira apresentação da ópera I Medici, de Leoncavallo, de 1893.
Ele é um personagem do videogame Assassin's Creed II e sua voz é interpretada por Andreas Apergis, onde tem um filho chamado Vieri, que também aparece em Assassin's Creed: The Ezio Collection.
Elliot Levey interpretou Francesco de 'Pazzi na série de TV Da Vinci's Demons.
Francesco é referenciado no filme Hannibal, onde Hannibal Lecter conhece um parente moderno, o inspetor-chefe Rinaldo Pazzi. Rinaldo tenta capturar Hannibal como parte de uma grande recompensa, mas ele encontra um destino semelhante ao de seu antecessor. Ele aparece na segunda temporada de Medici: Masters of Florence, interpretado por Matteo Martari.